# Kloster Sanahin

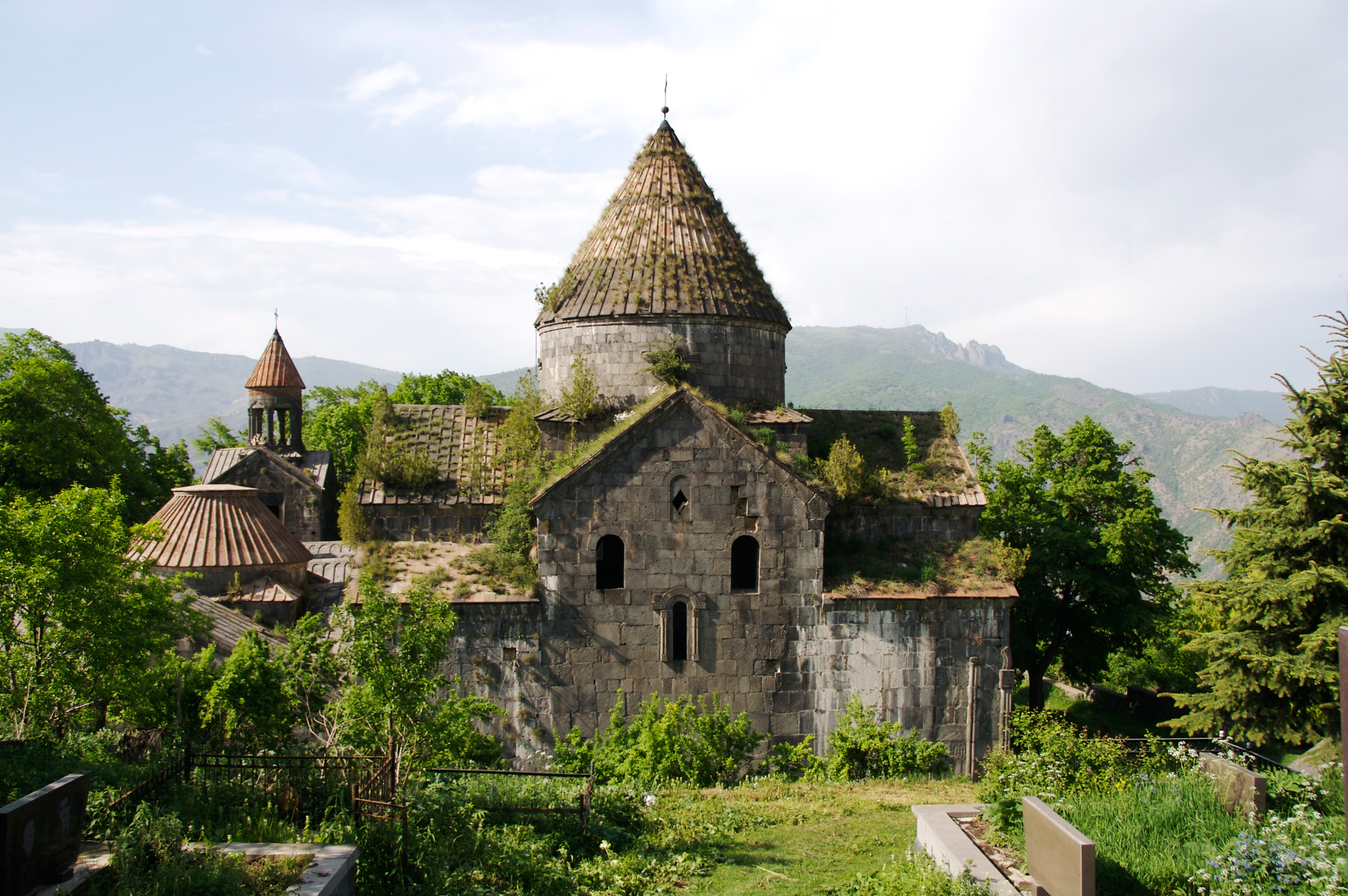
Kloster Sanahin

Kloster Sanahin ist ein Kloster der Armenischen Apostolischen Kirche in der Nähe des gleichnamigen Ortes in der Provinz Lori im Norden von Armenien, das 966 gegründet wurde. Ebenso wie das in Sichtweite knapp vier Kilometer nordöstlich gelegene Kloster Haghpat wird es seit 1996 als UNESCO-Weltkulturerbe gelistet. Auf dem Gelände befinden sich zahlreiche Chatschkare und mehrere Gräber von Bischöfen. Im Zentrum des Komplexes liegt das größte Bauwerk, die Erlöserkirche. Ältestes Gebäude ist die nördlich anschließende Muttergotteskirche aus dem zweiten Viertel des 10. Jahrhunderts. 1063 wurde auf dem Gelände eine Bibliothek errichtet. Bis in das 13. Jahrhundert wurde der Komplex weiter ausgebaut. Heute gilt es als die am besten erhaltene mittelalterliche Klosteranlage Armeniens.

## Lage
Kloster Sanahin wurde wie die anderen Klöster im Norden Armeniens und nicht wie die in den trockenen Gebieten Armeniens abseits von Siedlungen gelegenen Klöster in der Nähe eines bestehenden Dorfes gebaut. Um die Weltabgeschiedenheit dennoch zu symbolisieren, errichteten die Erbauer das Kloster an leicht erhöhter Position an einem Hang des Berges Tchantinler  als wehrhafte Anlage über dem Dorf Sanahin. Vom Kloster aus lässt sich das Tal des Flusses Debed überblicken. Sanahin liegt etwa 170 Kilometer von der armenischen Hauptstadt Jerewan sowie zwei Kilometer nordwestlich der Stadt Alaverdi entfernt.

## Baubeschreibung

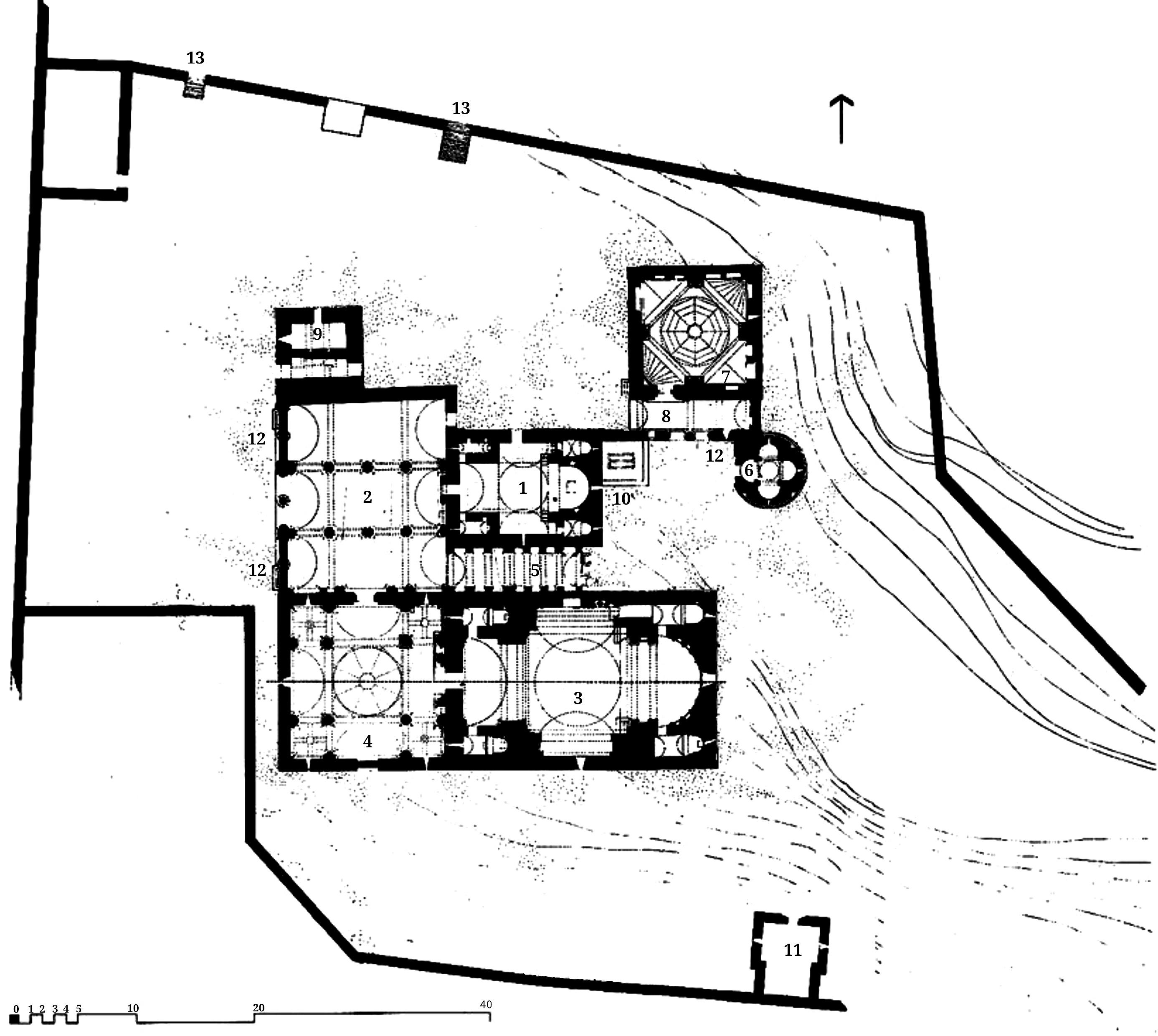
Plan des Klosterareals

In Sanahin bestand vermutlich ein vorchristlicher Kultplatz, an dem ein Tempel stand. Dort wurde im zwischen dem 4. und dem 10. Jahrhundert das Kloster gegründet.
Der gesamte Klosterkomplex ist von einer Mauer umgeben und besteht aus fünf Kirchen, zwei Gavits, einer Schule, einer Bibliothek, der Akademie des Magistros, einem Friedhof und einem Glockenturm. Die Hauptgebäude gruppieren sich um die Hauptkirche und sind mit dieser baulich verbunden.
Die Kirche Surb Hakop ist eine Kreuzkuppelkirche mit vier (halb verfallenen) Apsiden. Sie wurde in der zweiten Hälfte des 10. Jahrhunderts erbaut und ist damit eines der ältesten Bauwerke des Klosterkomplexes.
Im Zentrum der Anlage steht die Surb Astvatsatsin-Kirche (armenisch Սուրբ Աստվածածին, „Heilige Muttergottes“, westarmenisch Surp Asdwadsadsin, andere Umschriften Surp Astvatsatsin, Surb Astuacacin, Surb Astwazazin), mit deren Bau zwischen den Jahren 928 und 944 begonnen wurde. Es ist eine Kreuzkuppelkirche. Der zentrale Kirchenraum ist von einer Kuppel mit einem Tambour bekrönt. Beide Bauteile sind jünger als die Kirche und wurden im 18. Jahrhundert hinzugefügt. Dies geschah laut einer der erhaltenen Inschriften im Jahre 1652 während der Rekonstruktion des Komplexes unter Aufsicht von Sargis Oustah und seinen Schülern. Wegen ihrer Form und ihrem Dekor mit vier Tierskulpturen, deren Bedeutung bis dato nicht geklärt ist, gelten die Trompen als außergewöhnlich. Ebenso ungewöhnlich ist das kleine Modell der Kirche unter dem Eingangsbogen einer Seitenkapelle.

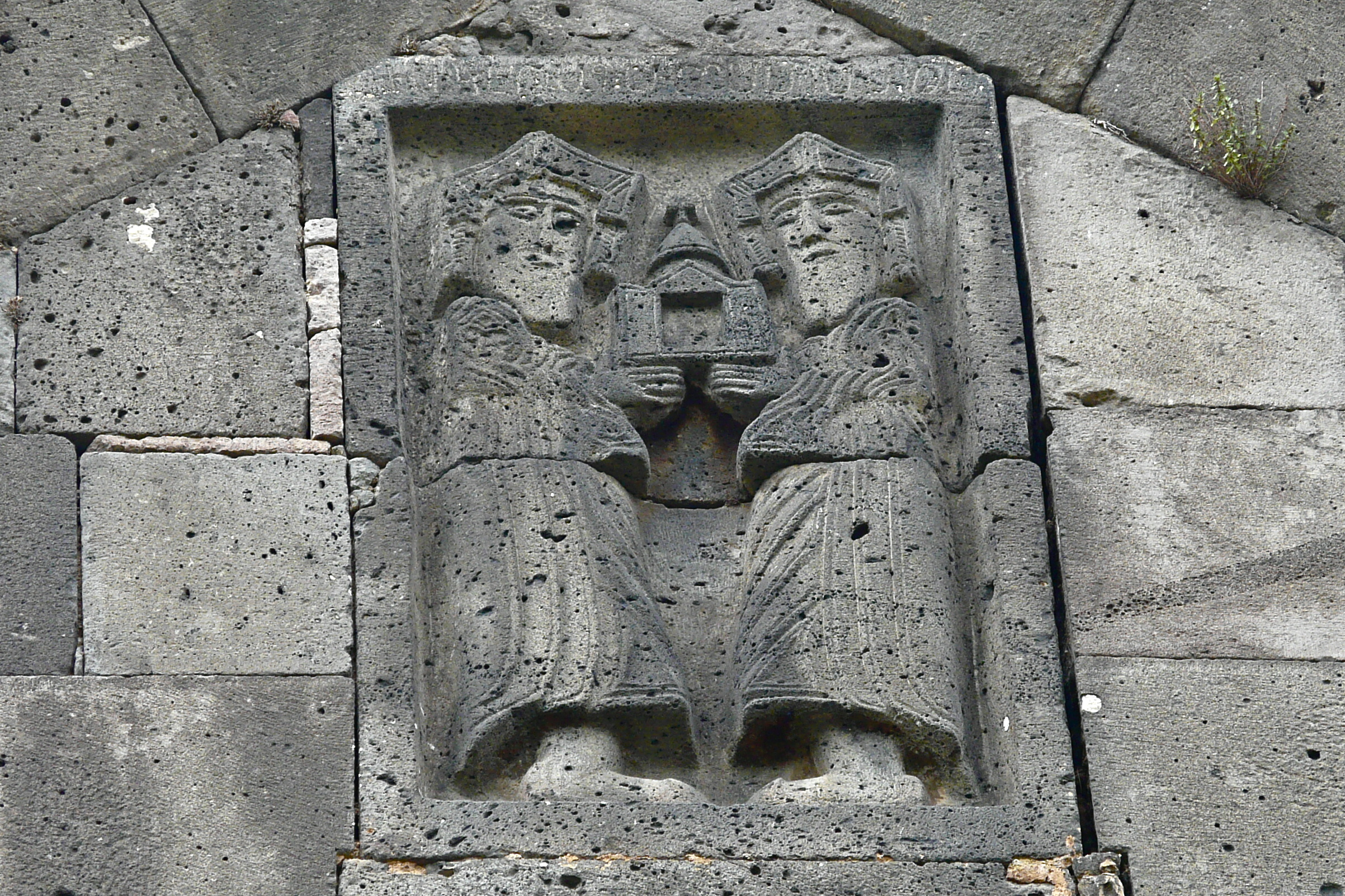
Die Figurengruppe der Prinzen Smbat und Gurgen an der Ostfassade gilt als älteste armenische Reliefdarstellung menschlicher Figuren mit einem Kirchenmodell.

Unmittelbar neben dieser relativ kleinen Kirche ließ Königin Khosrovanuysh 966 die viel größere Erlöserkirche errichten. Dabei unterstützte sie ihr Mann, König Ashot III. (der Barmherzige) aus der Dynastie der Armenischen Bagratiden. Nach Fertigstellung ließ das Paar den Bau, der ebenfalls eine Kreuzkuppelkirche ist, ihren Söhnen Smbat und Gurgen widmen. Beide sind auf einem Flachrelief, das als älteste Reliefdarstellung menschlicher Figuren mit einem Kirchenmodell Armeniens gilt, an einem Tympanon an der Ostfassade dargestellt. Smbat wurde später König von Ani und Kuirike regierte in Lori. Vier zweistöckige Seitenkapellen bilden die Arme des Kreuzes. Die Kuppel wurde 1184 vollständig umgebaut. In der Ost- und Südfassade verfügt das Bauwerk über Blendarkaden, die zu den ältesten Beispielen dieser Verzierungsart in Armenien gehören. Etwas jüngere Beispiele finden sich in der Kathedrale von Ani.
Die Innenräume beider Kirchen waren mit Fresken geschmückt, die heute fast vollständig zerstört sind.
Beide Kirchen sind mit einem Bauwerk, der Akademie des Magistros, verbunden, das früher als Ausbildungsstätte diente. Es entstand in zwei Etappen am Ende des 10. sowie zu Beginn des 11. Jahrhunderts. Sie ist nach dem armenischen Philosophen, Schriftsteller und Wissenschaftler Grigor Magistros Pahlavuni (* 990; † 1059) benannt. Seine Schriften gelten als wichtige Quelle für die mittelalterliche Theologie, Literatur, Mythologie, Politik, Naturwissenschaft und Medizin Armeniens. In den Wänden verfügt das Bauwerk über eng beieinanderliegende Nischen, die den Studierenden während der Vorlesungen vermutlich als Sitzgelegenheiten dienten. Ihr Tonnengewölbe wird von so genannten Gurtbögen und massiven Stützpfeilern getragen. Zwischen beiden Klöstern gab es eine Art Arbeitsteilung: Während sich Sanahin auf die Humanwissenschaften konzentrierte, legte Haghpat seinen Schwerpunkt auf wissenschaftliche Abhandlungen, mittelalterliche Miniaturmalerei und Miniaturmalerei, Kalligraphie sowie Philosophie.
Die kleine Kapelle des heiligen Gregor hat einen kreisförmigen Grundriss. Ihr Baujahr ist unklar. Bekannt ist, dass sie 1061 wieder aufgebaut wurde. Ihre runde Kuppel ruht auf keilartigen Vorsprüngen zwischen den Wandnischen.
Etwa 20 Meter östlich der Kirche Surb Hakop befindet sich die aus dem 13. Jahrhundert stammende Kirche Surb Harutiun. Ihr Kirchenschiff ist nach oben mit einem Gewölbe abgeschlossen. Kunsthistorisch interessant gilt sie wegen ihrer beiden identischen östlichen Altarapsiden.
Die Bibliothek wurde 1063 errichtet und diente auch als Aufbewahrungsort für Reliquien. Königin H'ranush, Tochter von David Anhoghin, finanzierte ihren Bau. Das Gebäude hat einen quadratischen Grundriss. Das große oktaedrische Zeltdach Dach wird von diagonal verlaufenden Bögen getragen, die ihrerseits auf vier Halbsäulen in der Mitte der vier Außenmauern ruhen.

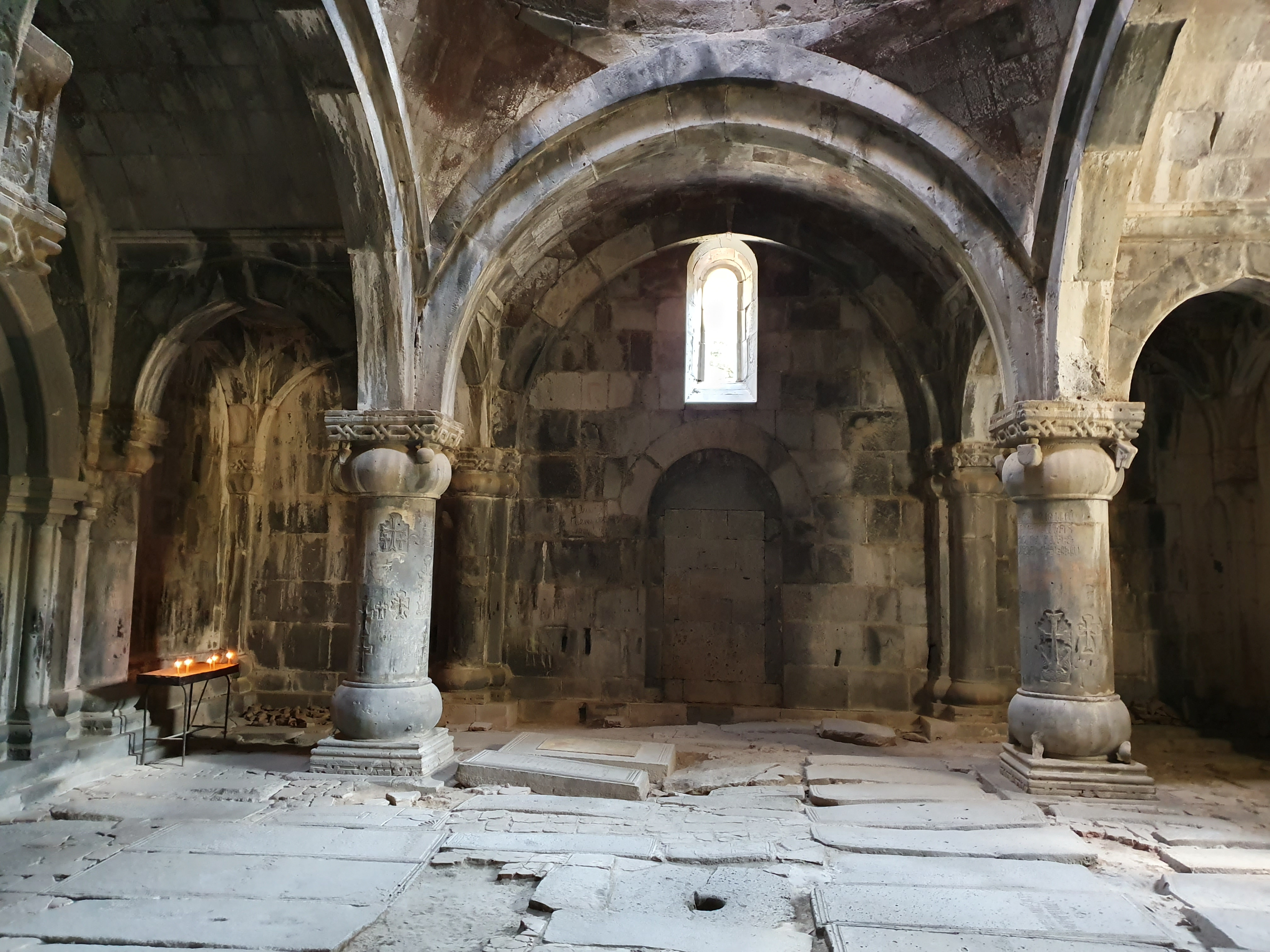
Gawit der Erlöserkirche von 1181

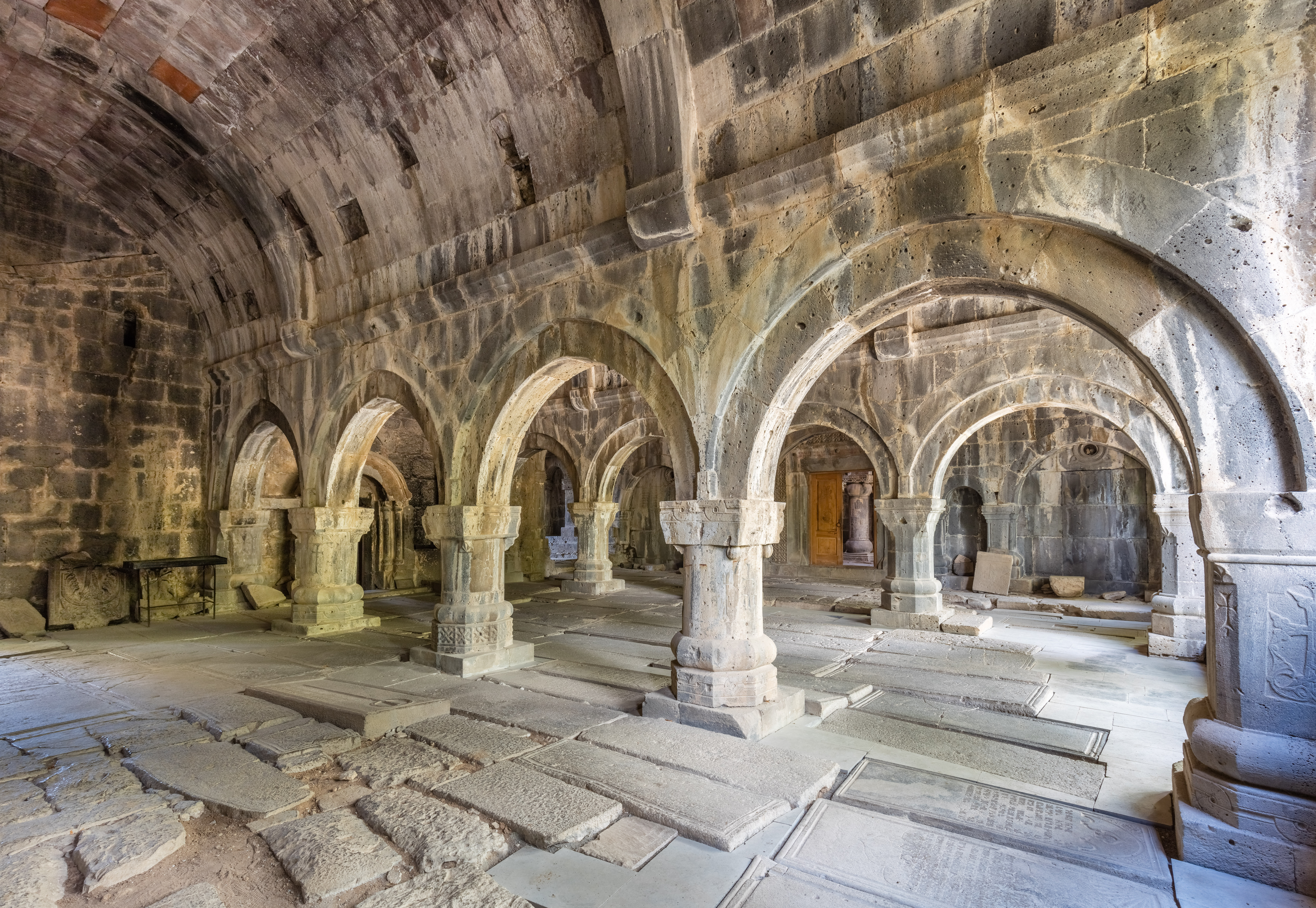
Gawit der Surb Astvatsatsin-Kirche

Die beiden Gawite sind den Kirchen westlich vorgebaut. Sie wurden als Raum für Lehrveranstaltungen, Versammlungen sowie als zusätzlicher Kirchenraum bei größeren Messen genutzt.
Der Gawit vor der Erlöserkirche entstand 1181 im Auftrag von Fürst Kurd und Abt Grigor Tutevordi. Ausführender Architekt war Zhamhair. Vier massive Säulen tragen den Yerdik (eine Kuppel mit zentraler Öffnung). In seiner Bauweise ähnelt der Yerdik den traditionellen armenischen Wohnhäusern mit dem Unterschied, dass anstelle von Holzbalken Steinplatten verwendet wurden. Sanahin gilt dabei als frühes Beispiel der Nutzung dieser Bauweise in sakralen Gebäuden. Die Säulen, deren Sockel und Kapitelle mit Reliefs und Eingravierungen verziert sind, teilen den Innenraum zudem in mehrere Teile.
Den Gawit vor der Surb-Astvatsatsin-Kirche ließ Fürst Vacheh Vachutian im Jahre 1211 errichten. Die dreischiffige Halle ist mit Gewölben und zwei Satteldächern bedeckt. Zwei Reihen mit je drei unterschiedlich verzierten Säulen teilen die Halle in drei Schiffe.
Der Glockenturm von Sanahin ist ein dreistöckiges Gebäude mit quadratischem Grundriss. Er wurde zwischen 1211 und 1235 erbaut. Darüber erhebt sich die von Säulen gebildete Klangarkade, die von einem kegelförmigen Dach bekrönt ist. Die Außenwände sind mit fein herausgearbeiteten Fenstern, Kreuzen und Mustern aus gelbem Sandstein verziert. In die Westfassade wurde ein großes Kreuz aus rotem Tuffstein eingearbeitet, das reich mit Ornamenten verziert ist. Er gilt zusammen mit dem Glockenturm von Haghpat als ältestes Bauwerk dieses Typs in Armenien.
Der Brunnen an der Nordwand wurde 1831 erbaut. Älter ist ein Brunnen im Dorf, der aus dem 12. oder 13. Jahrhundert stammt und mit einer gewölbten Halle überbaut ist.

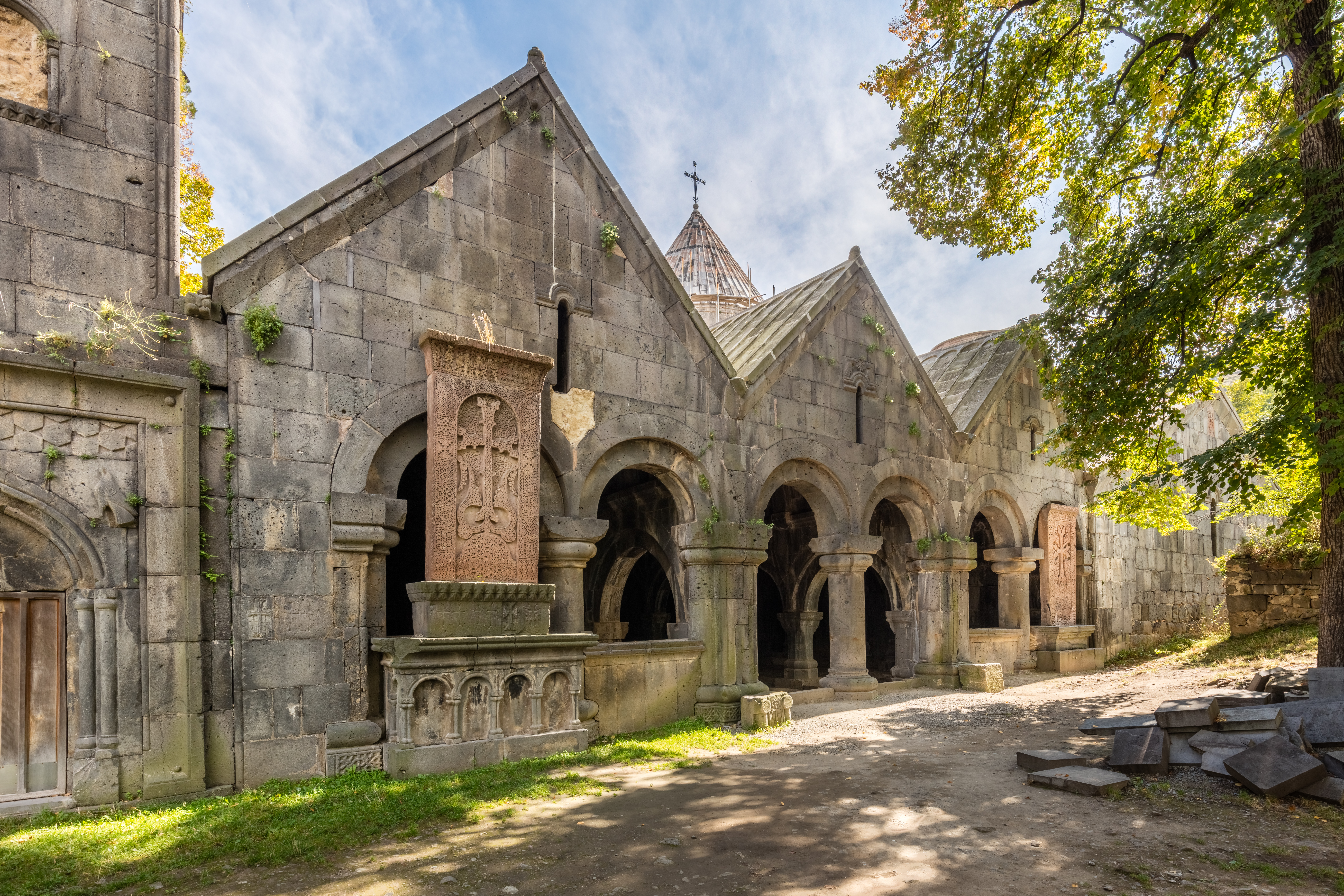
Tsiranavor-Chatschkar auf dem Klosterareal

Zum Kloster gehören mehrere Grabmale. Unmittelbar an die Surb Astvatsatsin-Kirche grenzen die Mausoleen der Fürsten Kiurikeh und David Kiurikian. Die überwölbten Räume wurden am Ende des 10. Jahrhunderts sowie in der Mitte des 11. Jahrhunderts an die Kirche gebaut. Im südöstlichen Bereich des Grabmals gibt es eine halbunterirdische Krypta mit einer gewölbten Decke und teilweise erhaltenen Kapellen darüber. Sie ähneln in ihrer Bauweise der kleinen Kapelle des heiligen Gregor.
Im 19. Jahrhundert ließ die Familie Argutinski-Dolgoruki in Sanahin eine weitere Grablege bauen. Die Argutinski-Dolgoruki (Arghutian-Yerkainabazuk) sind eine jüngere Linie der  Zakariden, einer Fürstendynastie, die als Vasallen georgischer Könige zwischen 1201 und 1260 von ihrer Hauptstadt Ani regierten. Zar Peter I. erhob die Familien 1800 in den russischen Adelsstand.
Unter den Chatschkaren gilt der von Königin Wanenin zur Erinnerung an ihren verstorbenen Gatten, König Abbas II., in der Nähe des Flussufers aufgestellte Gedächtnisstein als der bedeutendste. Laut seiner Inschrift ordnete Wanenin den Bau der Sanahinbrücke aus Kummer über den Tod ihres Gatten an. Das Geschenk an das Kloster sollte das Ansehen des verstorbenen Königs und der Stifterin mehren. Ein weiterer bedeutender Chatschkar ist unter dem Namen Tsiranavor bekannt. Er steht östlich der Hauptgebäude. Gemäß seiner Inschrift ließ ihn Pater Hovhannes von Meister David zum Gedenken an den Bau eines Gasthauses errichten. Die frühen Chaktare aus dem 10. und 11. Jahrhundert sind in der Regel im Zentrum mit einem Kreuz, stilisierten Fenchelsamen und Zweigen des Lebensbaums verziert. Sie sind gemeinhin schlichter dekoriert als Werke aus dem 12. und 13. Jahrhundert.

## Geschichte

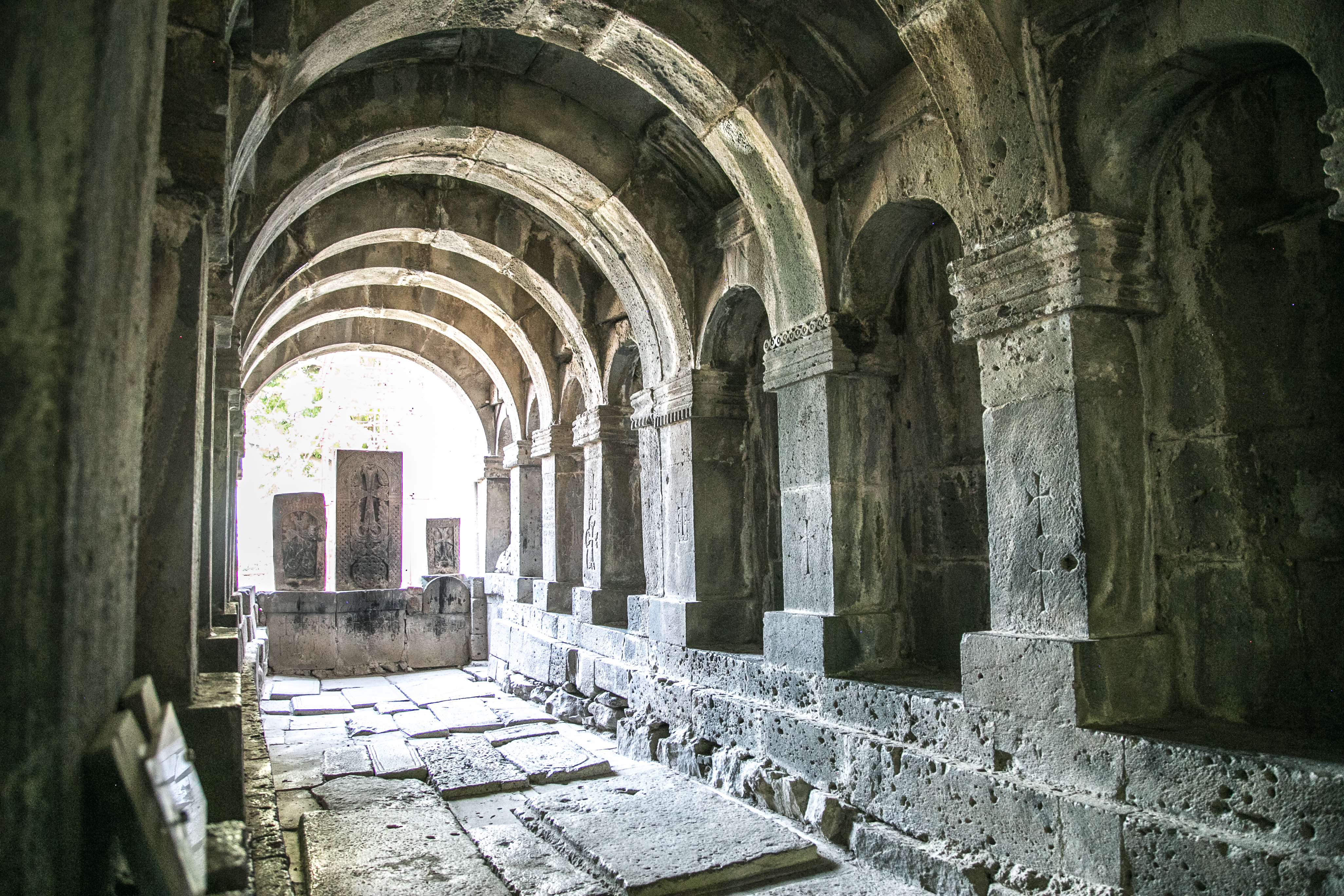
Die Akademie des Magistros

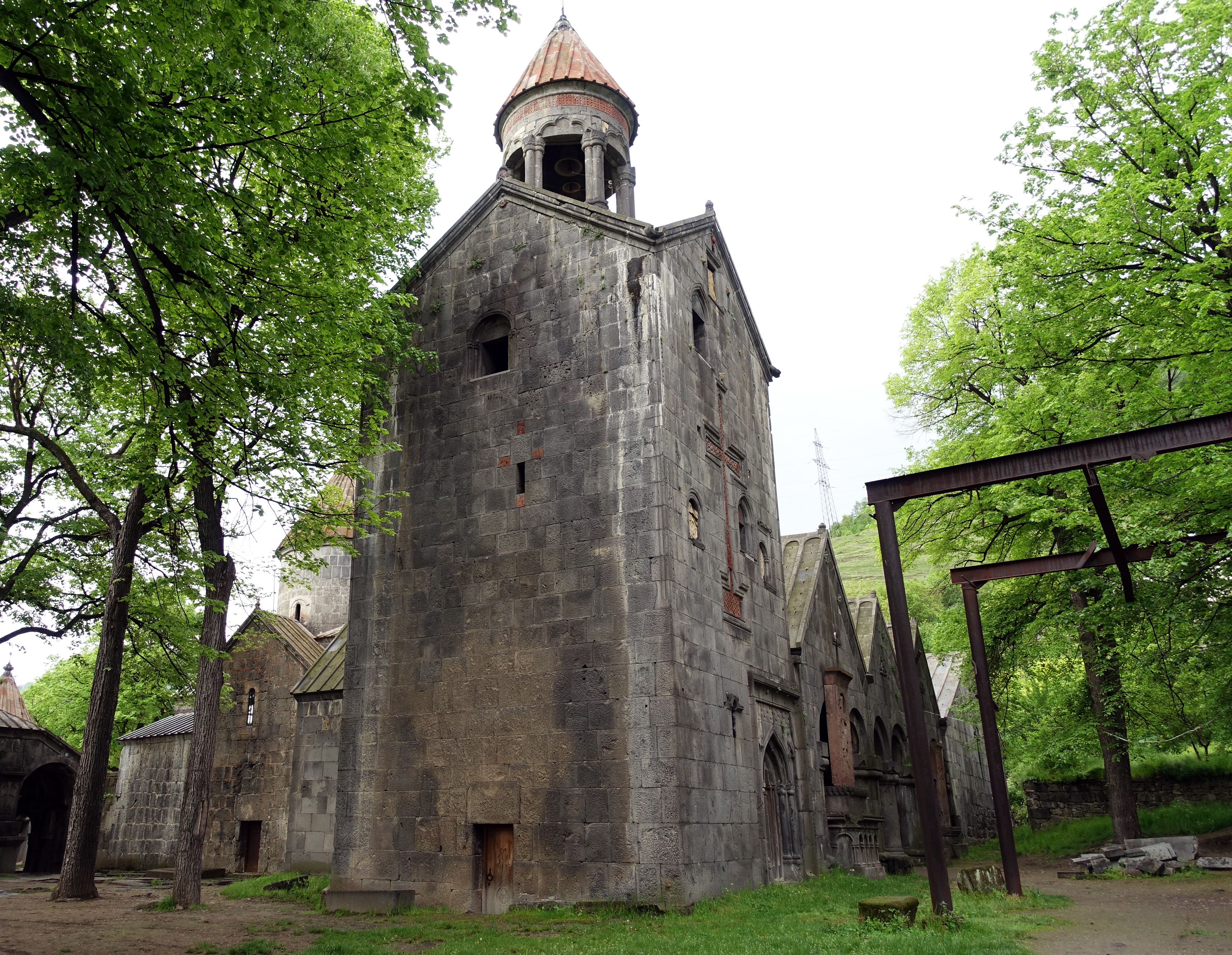
Der Glockenturm

Das genaue Gründungsdatum von Sanahin ist unbekannt. Allgemein wird angenommen, dass das Kloster im 4. Jahrhundert aus einem Gedenkkreuz (Surp Nschan = heiliges Zeichen) hervorging, das der heilige Gregor der Erleuchter, der den Armeniern das Christentum brachte, an der Stelle eines vorchristlichen Kultplatzes mit einem Tempel errichtete. Sanahin ist älter als Kloster Haghpat. Das bringt auch der Name zum Ausdruck, der dieses (Kloster) ist älter als jenes bedeutet. Der Überlieferung zufolge gründeten Armenier, die aus dem byzantinischen Reich in ihre Heimat zurückkehrten, weil sie die beim Konzil von Chalcedon gefassten Beschlüsse ablehnten, das Kloster. Erstmals wird das Kloster im Jahre 930 während der Regierungszeit von König Abbas aus der Dynastie der Armenischen Bagratiden erwähnt. Gemäß dieser Überlieferung wurde es über den Ruinen einer Kirche aus dem 4. oder 5. Jahrhundert errichtet. Im elften Jahrhundert kam die Bautätigkeit durch die Invasion der Seldschuken nahezu zum Erliegen.
Später wurde Sanahin Residenz der Dynastie der Kiurikiden (einem Seitenzweig der Bagratiden), die dort bis zur Mitte des 12. Jahrhunderts auch ihre Grablebe hatten sowie bis zur Mitte des 11. Jahrhunderts Sitz einer Diözese. Dies führte zu einem neuen Bauboom auf dem Klostergelände und der Umgebung. Zwischen Sanahin und Haghpat sowie auf beiden Klosterarealen entstanden mehr als 20 Kirchen und Kapellen, Nebengebäude, Gräber, Glockentürme, eine Lehranstalt (die Akademie des Magistros), Büchereien, Refektorien, Galerien, Brücken und andere monumentale Bauwerke sowie zahlreiche Wohn- und Wirtschaftsgebäude. Viele der heute erhaltenen Bauten stammen aus dieser Zeit. Gleichzeitig wurden die Klöster Sanahin und Haghpat zum geistigen und wissenschaftlichen Zentrum der Reichs der Kiurikiden.
In beiden Klöstern, besonders in Sanahin, wurden humanitäre Wissenschaften, Musik und Medizin gelehrt, wissenschaftliche Abhandlungen verfasst und Kunstwerke (meist Miniaturen) gemalt.
Im 13. Jahrhundert konnte die Kajan-Festung die Eroberung des Gebiets nicht verhindern. Als die mongolische Goldene Horde Ende des 13. Jahrhunderts nach Armenien eindrang, wurde Sanahin aufgegeben.
Im Jahre 2000 wurde Sanahin auf der 24. Sitzung des Welterbekomitees mit der Sanahinbrücke in die UNESCO-Welterbeliste aufgenommen und der Name der schon bestehenden Welterbestätte Haghpat in Klöster Haghpat und Sanahin geändert.